# Lyn Murray
Lyn Murray geboren: Lionel Breeze, (Londen, 6 december 1909 – Los Angeles, 29 april 1989) was een Brits-Amerikaans componist en dirigent.

## Levensloop
Toen Breeze naar de Verenigde Staten kwam waren de "Lyn Murray Singers" erg populair en werden ze door de uitzending Your Hit Parade van de CBS-radio ook buiten de Verenigde Staten bekend. Voortaan noemde hij zich Lyn Murray. Murray studeerde aan de befaamde Juilliard School of Music in New York. Nadat hij afgestudeerd was, was hij werkzaam als dirigent, arrangeur en muziekproducent en werkte samen met artiesten als Bing Crosby, Louis Armstrong en Burl Ives voor hij in 1947 naar de National Broadcasting Company (NBC) overstapte. De Lyn Murray Singers, naar wie hij zich noemde, traden in 1948 in Finian's Rainbow aan de Broadway in Manhattan op en zongen arrangementen die door Murray geschreven waren. 
Hij was enige tijd gehuwd met Margaret Pexton, maar het echtpaar scheidde in 1982. 
In 1950 verhuisde hij naar Hollywood en begon te componeren voor de filmindustrie en ook voor de televisieorganisaties. Later woonde hij in de wijk Pacific Palisades van Los Angeles. Van 1954 tot 1957 werkte hij bijvoorbeeld voor de Paramount Pictures. In 1986 won hij de Emmy Award voor de filmmuziek tot Miraculous Machines van National Geographic.

## Composities

### Werken voor orkest
- 1938 The Umbrella Man, voor orkest
- 1961 Snow White and the Three Stooges

### Werken voor harmonieorkest
- 1956 Ice Folies Waltz
- 1957 Ronald Searle Suite
- 1966 Collage, voor klarinet en harmonieorkest

### Filmmuziek
- 1947 High Conquest
- 1951 The Prowler
- 1951 The Big Night
- 1952 Son of Paleface
- 1953 General Electric Theater (televisieserie)
- 1953 The Girls of Pleasure Island
- 1954 Casanova's Big Night
- 1955 The Bridges at Toko-Ri
- 1955 To Catch a Thief
- 1955 Gunsmoke (televisieserie)
- 1955 Alfred Hitchcock Presents (televisieserie)
- 1956 On the Threshold of Space
- 1956 D-Day the Sixth of June
- 1956 The Gerald McBoing-Boing Show (televisieserie)
- 1957 Magoo's Masquerade
- 1960 Aftermath (TV)
- 1960 Flaming Star
- 1962 The Virginian (televisieserie)
- 1962 Period of Adjustment
- 1963 Come Fly with Me
- 1963 Wives and Lovers
- 1963 Mr. Novak (televisieserie)
- 1964 Daniel Boone (televisieserie)
- 1964 Gilligan's Island (televisieserie)
- 1964 Signpost to Murder
- 1965 Promise Her Anything
- 1966 The Undersea World of Jacques Cousteau (televisieserie)
- 1966 The Time Tunnel (televisieserie)
- 1967 Mannix (televisieserie)
- 1967 Rosie!
- 1968 Now You See It, Now You Don't (televisie)
- 1968 Escape to Mindanao (televisie)
- 1968 The Smugglers (televisie)
- 1969 Strategy of Terror
- 1969 Dragnet 1966 (televisie)
- 1969 Angel in My Pocket
- 1969 The Bold Ones: The New Doctors (televisieserie)
- 1970 Cockeyed Cowboys of Calico County
- 1971 Love Hate Love (televisie)
- 1972 Magic Carpet (televisie)
- 1973 The Gondola (televisie)
- 1973 Steambath (televisie)
- 1973 Incident at Vichy (televisie)
- 1974 Double Solitaire (televisie)
- 1976 The Ashes of Mrs. Reasoner (televisie)
- 1976 The Last of Mrs. Lincoln (televisie)
- 1977 Don't Push, I'll Charge When I'm Ready (televisie)

## Publicaties
- Musician - a Hollywood Journal, het dagboek van Lyn Murray, Secaucus, New Jersey. Lyle Stuart Publishers, 1987.